# Aleta (automóvil)

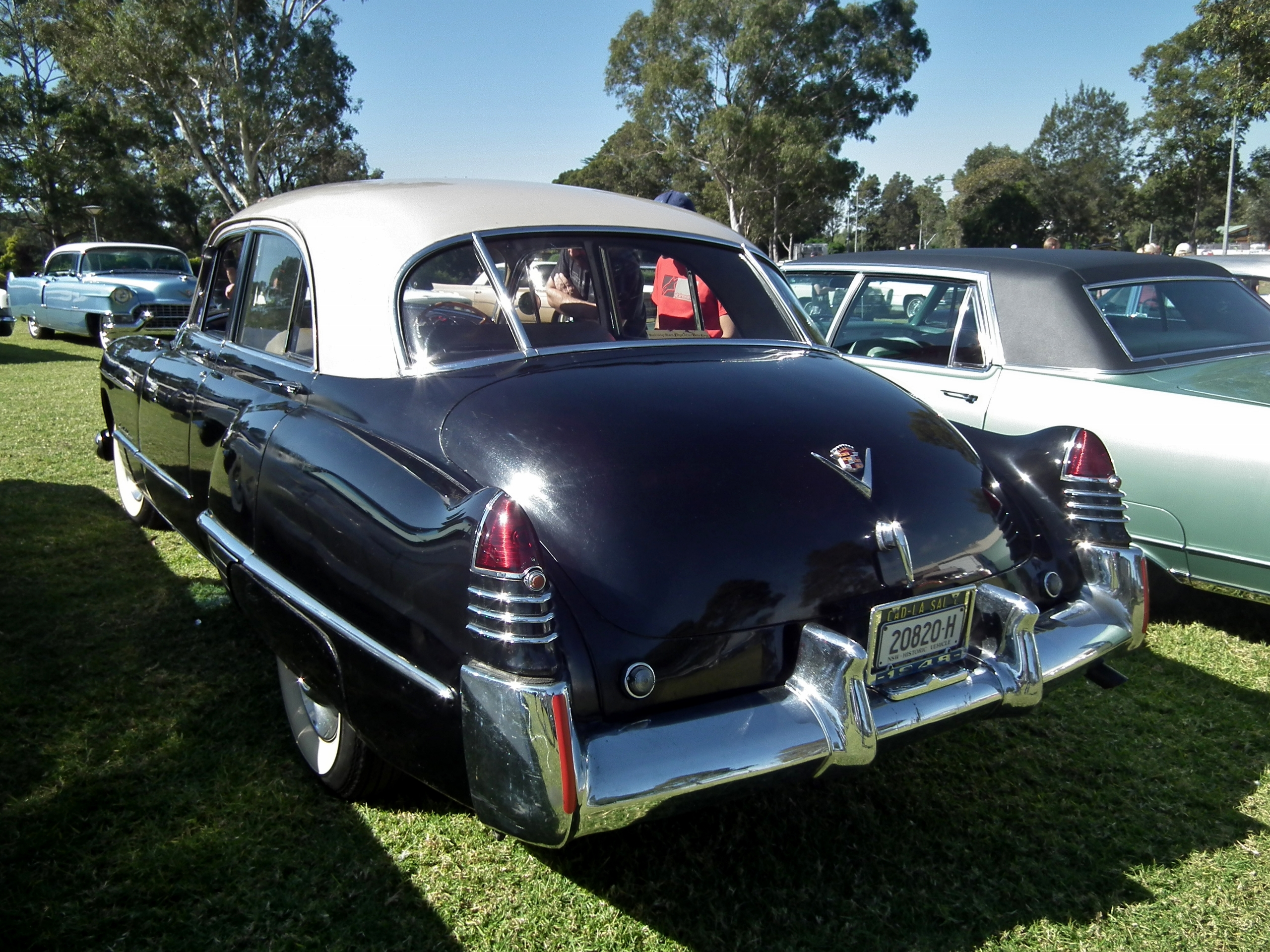
Las aletas traseras se introdujeron por primera vez en el Cadillac de 1948

La era de las aletas traseras (nombre original en inglés: tailfin era) denomina a un periodo estilístico de la industria del automóvil, caracterizado por la producción de modelos equipados con unos llamativos alerones verticales de inspiración aeronáutica dispuestos sobre el maletero. Abarcó las décadas de 1950 y 1960, alcanzando su punto máximo entre 1955 y 1961. Fue una corriente que se extendió internacionalmente, ya que los diseñadores de automóviles de todo el mundo recogieron las tendencias de estilo de la industria automotriz norteamericana, que por entonces estaba viviendo su particular "edad de oro" del diseño.

## Origen y desarrollo
La idea de disponer aletas traseras en un automóvil a menudo se le atribuye al jefe de diseño de General Motors, Harley Earl, que introdujo unas  pequeñas aletas en el Cadillac de 1948, pero según muchas fuentes, el auténtico inventor/diseñador de las aletas traseras para el Cadillac de 1948 fue Franklin Quick Hershey, jefe del Estudio de Diseño de Automóviles Especiales de GM cuando se estaba diseñando el mencionado Cadillac de 1948. Fue Hershey quien, después de ver un prototipo del caza Lockheed P-38 Lightning en la Base Aérea de Selfridge, pensó que unas aletas que recordasen a los timones gemelos del avión serían un elegante elemento de diseño una vez colocadas sobre la parte trasera de los futuros automóviles. La idea de las aletas traseras se apoderó particularmente de la imaginación del público comprador de automóviles como resultado del trabajo del diseñador de Chrysler Virgil Exner, lo que posteriormente provocó que los fabricantes se esforzaran por instalar aletas traseras cada vez más grandes en los nuevos modelos. A medida que los aviones a reacción, los cohetes y los vuelos espaciales se hicieron familiares para el público debido especialmente a la carrera espacial, los conjuntos de aletas traseras de los automóviles (incluidas las luces traseras) se diseñaron para parecerse cada vez más a las secciones de las aletas traseras y del motor de los aviones de combate y de los cohetes espaciales de la época.
Plymouth afirmaba que las aletas de cola no eran simples adornos, sino que se trataba de "estabilizadores" para colocar el "centro de presión" lo más atrás posible y así "reducir en un 20% las necesidades de corrección de la dirección con viento cruzado", mientras que Mercedes-Benz denominó a sus propias aletas traseras Peilstege, haciendo referencia a que servían como líneas de referencia visuales que aparentemente podían ayudar a realizar la maniobra de marcha atrás.

## Antecedentes

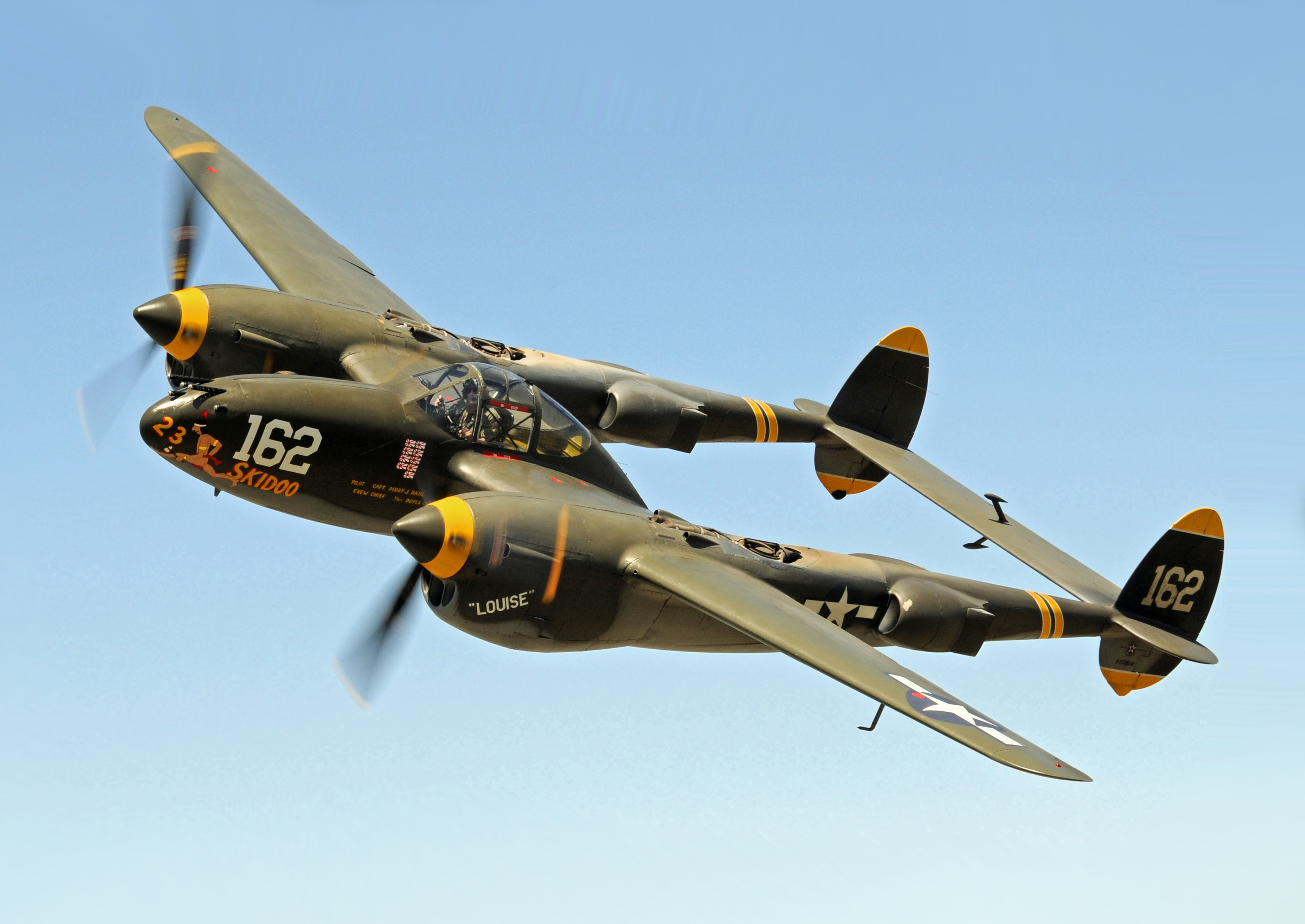
Un P-38 Lightning, el famoso caza de la Segunda Guerra Mundial equipado con dos derivas de cola

El ingeniero de automóviles Paul Jaray agregó una aleta central a sus diseños de prototipos en la década de 1920 para brindarles estabilidad aerodinámica. Influidos por sus patentes, algunos fabricantes de automóviles proyectaron prototipos aerodinámicos con una aleta trasera colocada en el centro, como por ejemplo los prototipos del Audi F5 Stromliner y del Volkswagen Tipo 1, el Fiat Padovan, y por último, el Tatra 77, que llegó a producirse en serie.
Algunas variantes del Cadillac Fleetwood de 1937, que es anterior al caza P-38, también contenían indicios de aletas traseras a través de "paletas" de luces de cola proyectadas hacia atrás, aunque no está claro si esto influyó en los diseños posteriores de las aletas. El sedán de 4 puertas Cadillac Serie 63 de 1941 también tenía una forma de luces traseras que sobresalían de la carrocería, aunque más suavemente que en el caso del Fleetwood de 1937. Aunque el modelo de 1948 fue el primer esfuerzo consciente para disponer aletas, los precedentes parciales anteriores pudieron haber hecho que el concepto fuera más aceptable para los consumidores y diseñadores. Sin embargo, el estallido de la Segunda Guerra Mundial significó una brecha en la producción del modelo Cadillac a lo largo de la década de 1940 cuando las fábricas se volvieron hacia la producción de artículos militares, interrumpiendo el eventual desarrollo del concepto de aleta.

## Era de las aletas traseras
El estilo de las aletas del Cadillac de 1948 se hizo popular muy pronto, y su uso se extendió a otros modelos de la familia de marcas de General Motors. Sería adoptado con rapidez por otros fabricantes, y en particular el principal estilista de Chrysler, Virgil Exner, tomó este elemento como seña de identidad. A medida que crecía la confianza en la tendencia del estilo, las aletas se volvían más grandes y atrevidas.
Las aletas traseras más extremas aparecieron a finales de la década de 1950, como en el Cadillac Eldorado de 1959 y en el Chevrolet Impala de 1959. Las aletas del Cadillac de 1959 parecían estabilizadores verticales de aviones a reacción con puntas afiladas y luces traseras gemelas en forma de bala. Mucha de la prensa automotriz y gran parte del público se estaban cansando de las aletas traseras exageradas, y los fabricantes estaban listos para eliminarlas porque agregaban costos y complejidad al diseño y la fabricación. la presencia de las aletas descendió en la década de 1960, incluso adoptando una pendiente descendente en los Cadillac de 1965. La mayoría de las veces desaparecieron y fueron reemplazadas por un nuevo estilo de luces traseras, llamadas luces traseras en forma de pinza de langosta, aunque en algunos casos un panel de carrocería con bordes angulosos que se juntaba con la tapa del maletero inclinada hacia abajo creaba la ilusión de aletas. Sin embargo, las aletas traseras vestigiales permanecieron en los automóviles estadounidenses hasta la década de 1990, como en el caso del Cadillac DeVille de 1999.

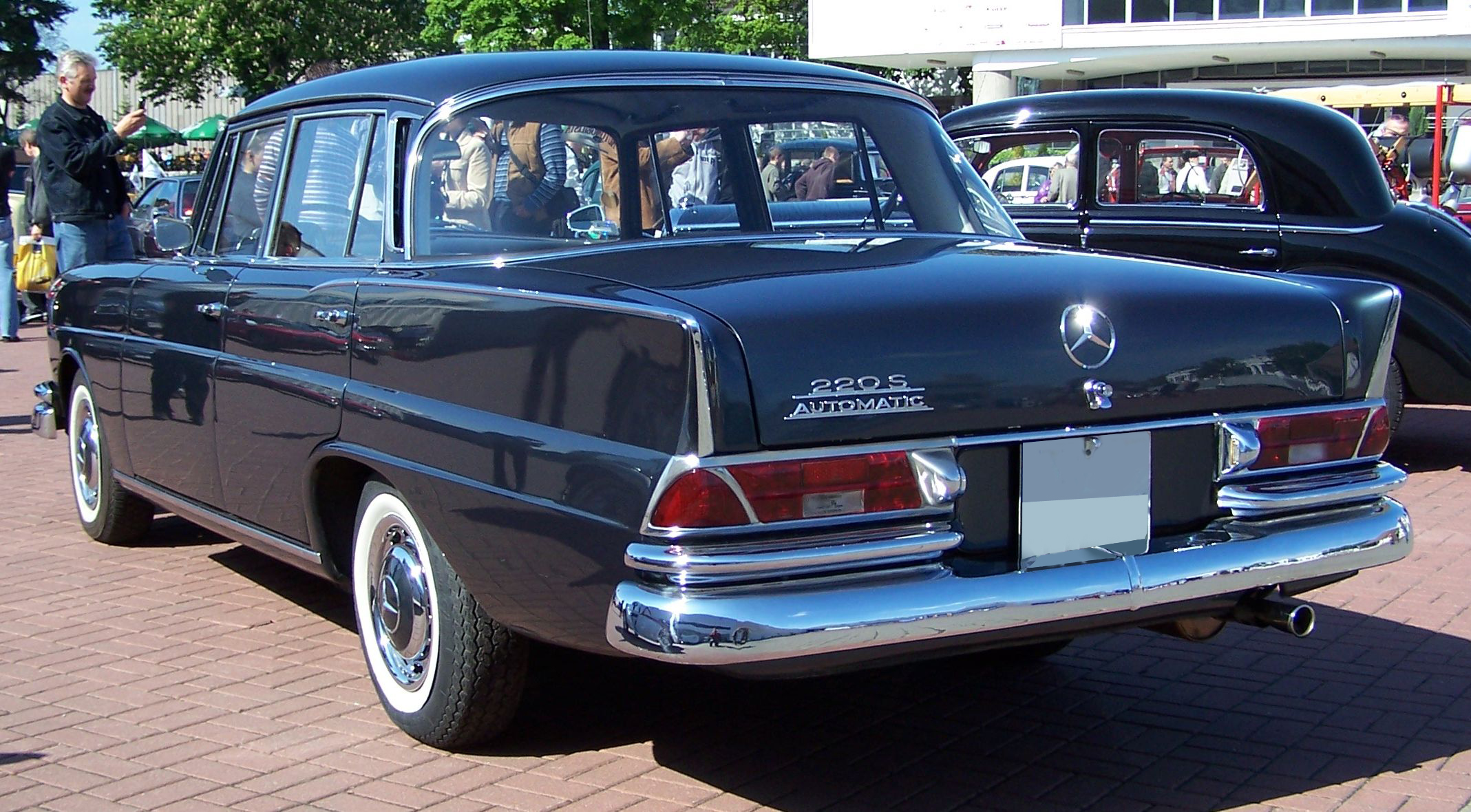
Mercedes-Benz 220Sb

En Europa Mercedes-Benz se apuntó discretamente a la moda a la hora de sustituir a los Mercedes con carrocería pontón de postguerra con la nueva clase W110/W111/w112 de 1959, conocidos precisamente como "colas" en países de habla hispana o "fintails" en países angloparlantes . En la terminología de la empresa, eran Peilstege, referencias visuales que ayudan a realizar la maniobra de marcha atrás. En 1997, Lancia introdujo el Lancia Kappa Cupé que disponía de unas aletas diseñadas con un propósito similar
En Italia la moda se adoptó dando lugar a la conocida como corriente de diseño americano de los años 50, siendo adoptada entre otros por Dante Giacosa, Carrozzería Touring y en especial por Pininfarina. Los diseños de Batista Farina para la British Motor Corporation unificaron en diseño en torno a sus características aletas traseras en vehículos de todos los tamaños, siendo conocidos como los BMC "Farina".

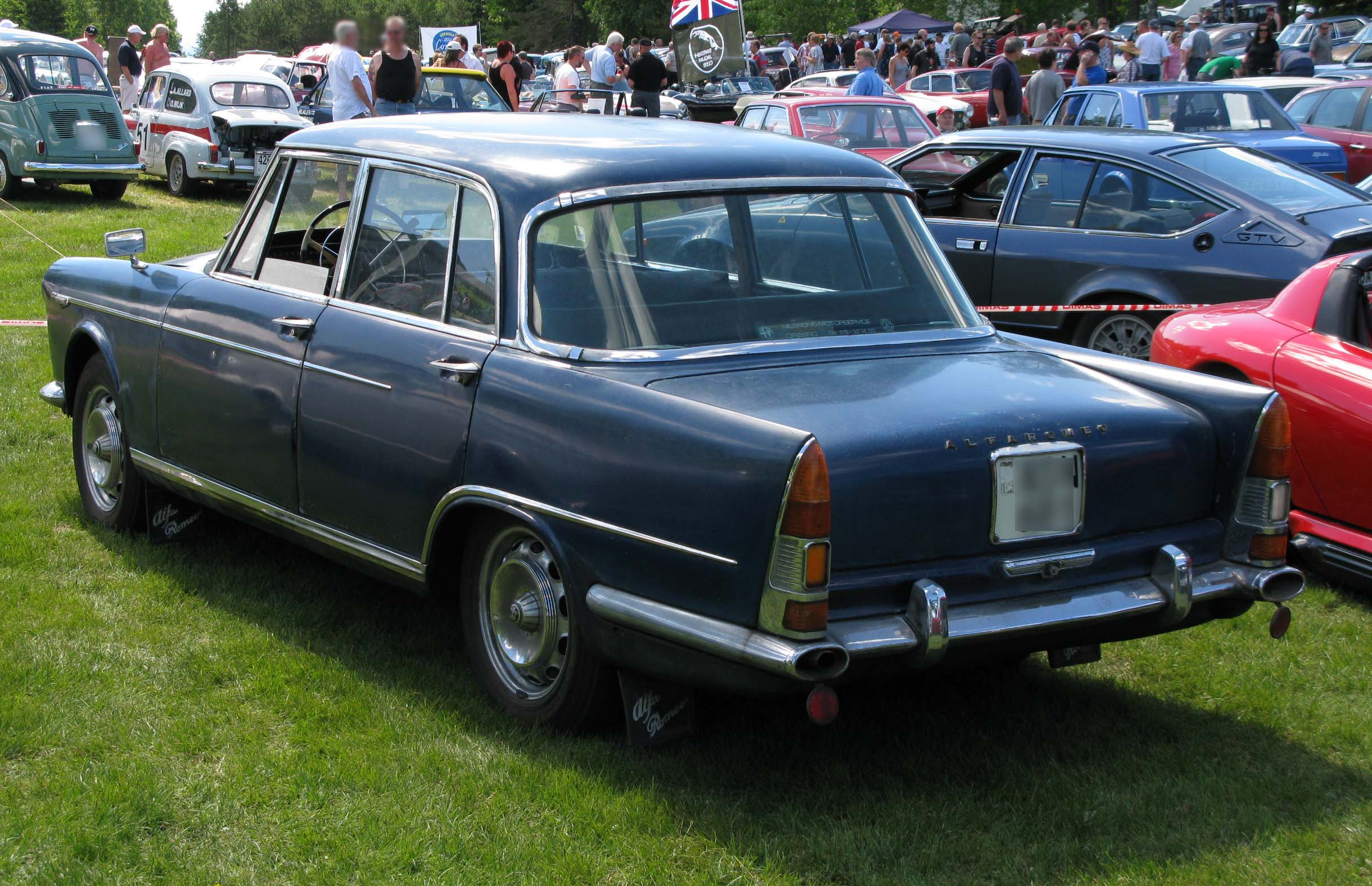
Alfa Romeo 2000
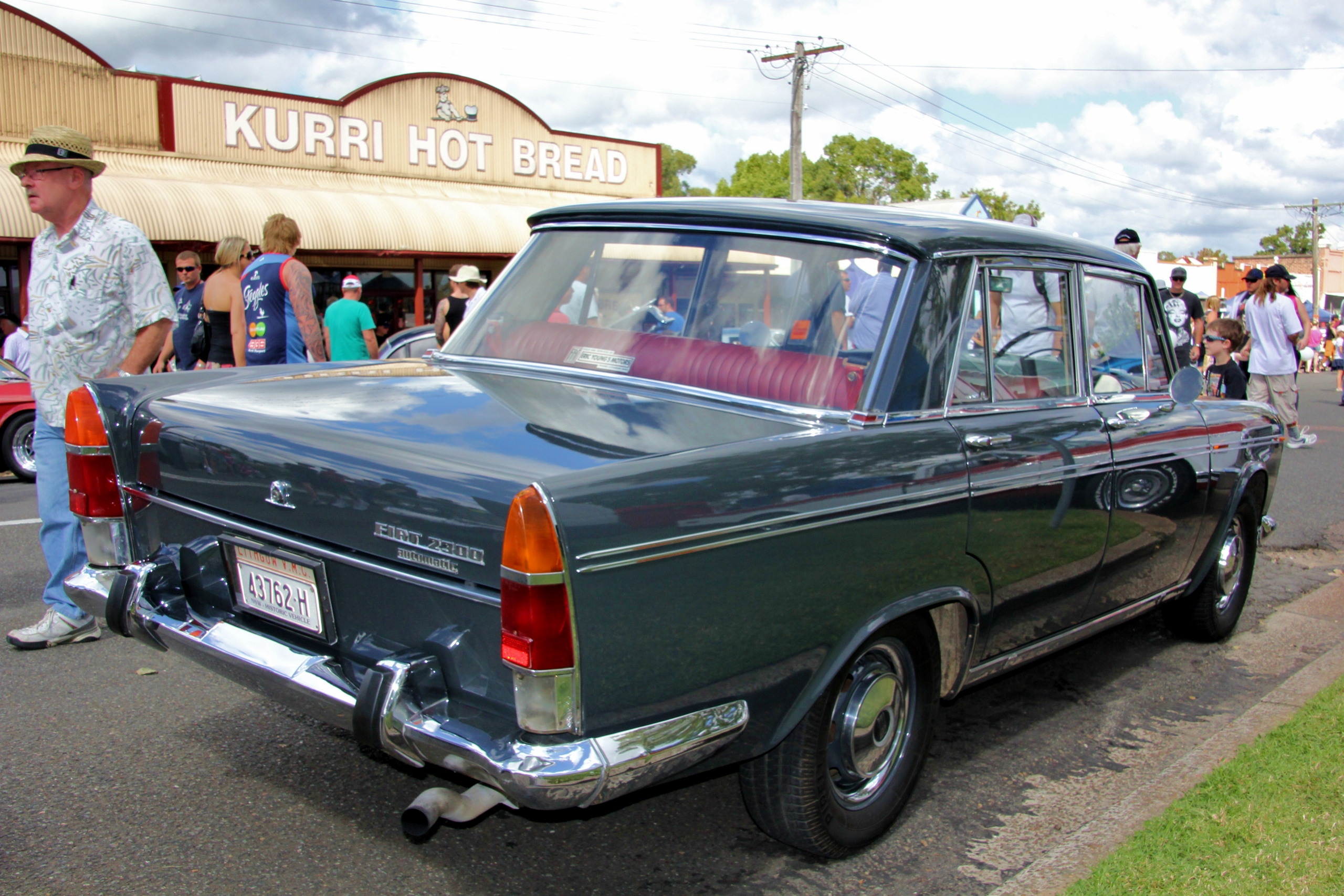
1967 Fiat 2300 sedan
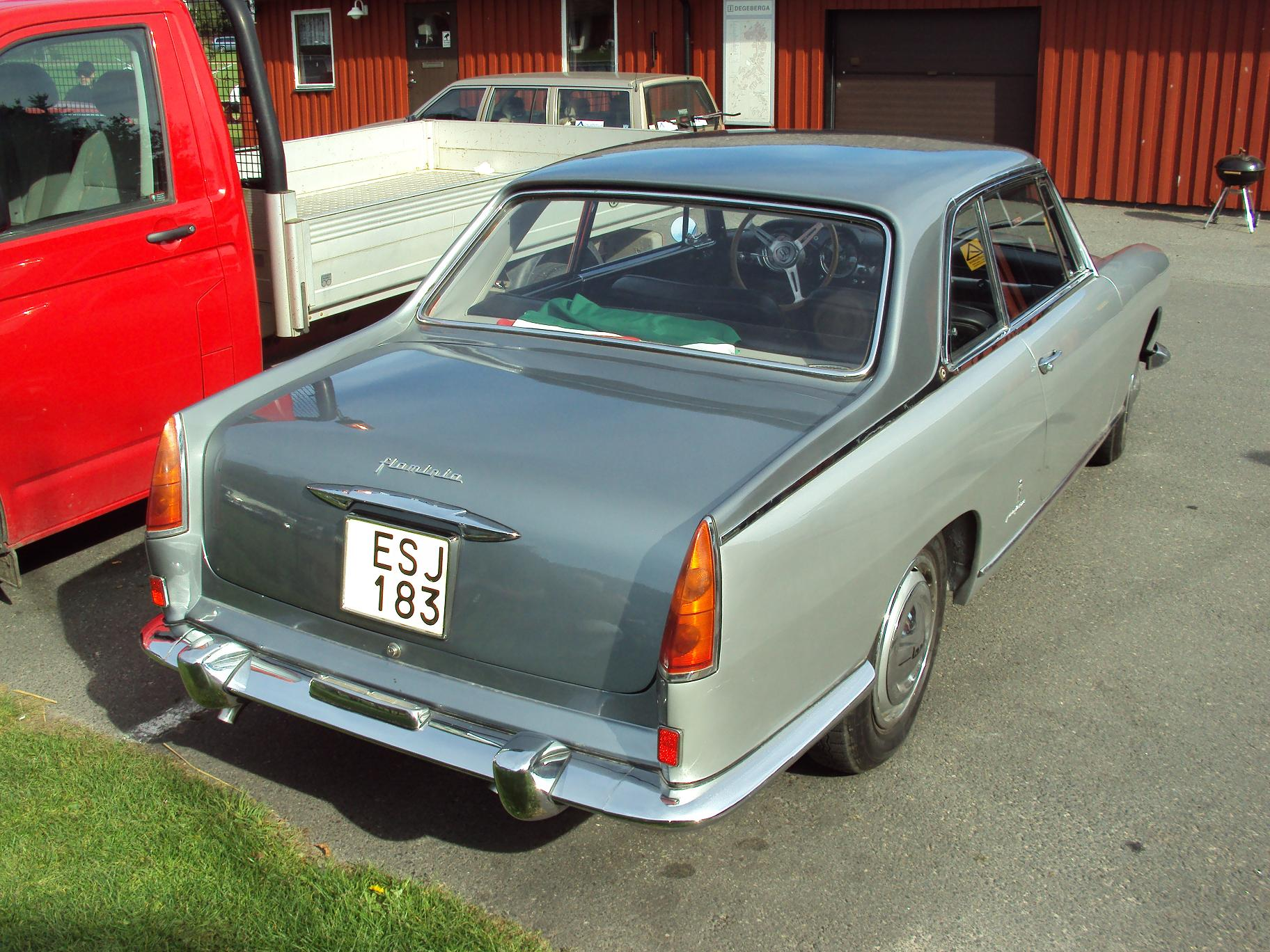
Lancia Flaminia Coupé
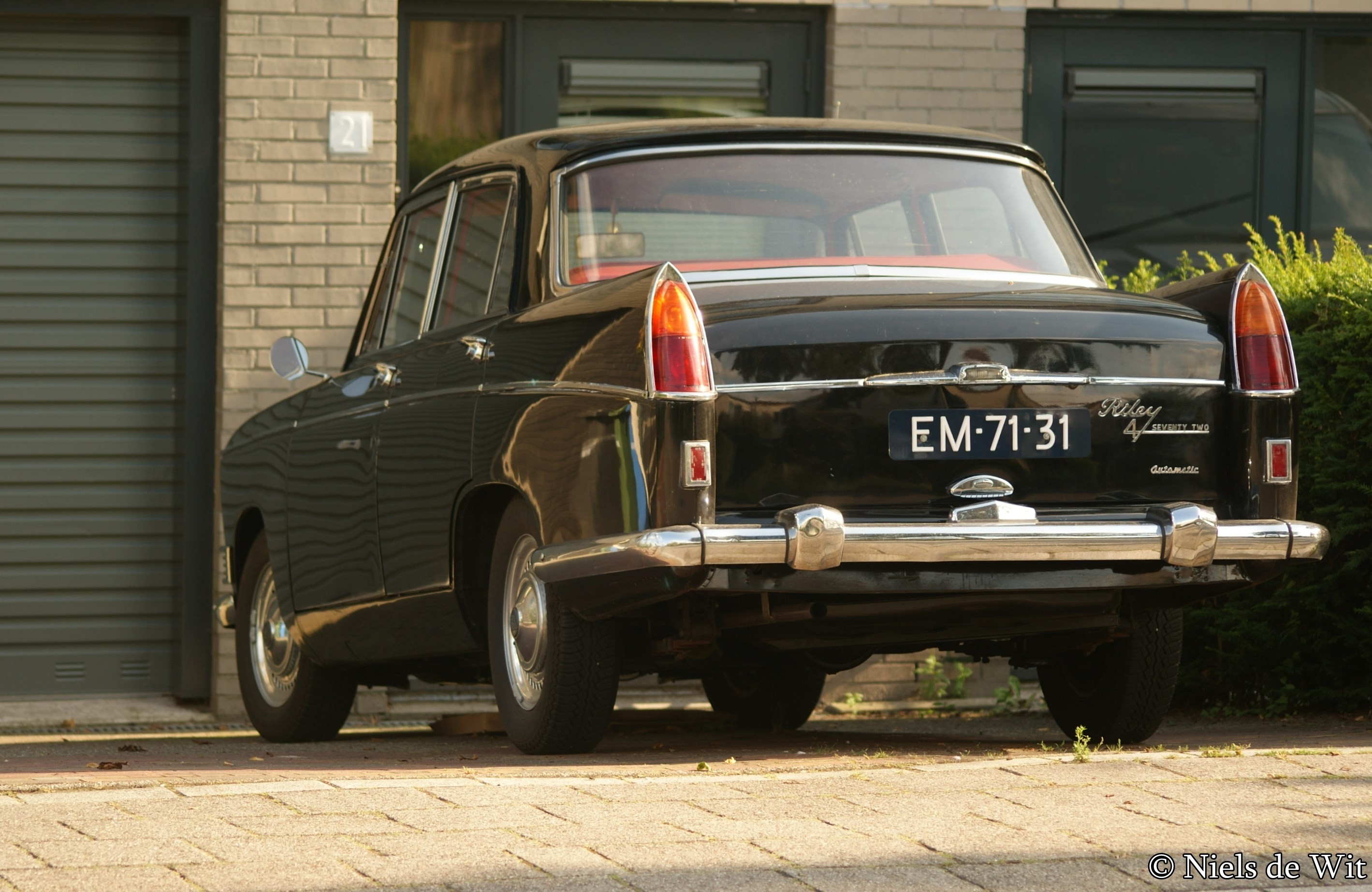
B.M.C A55 (Riley 4-72)
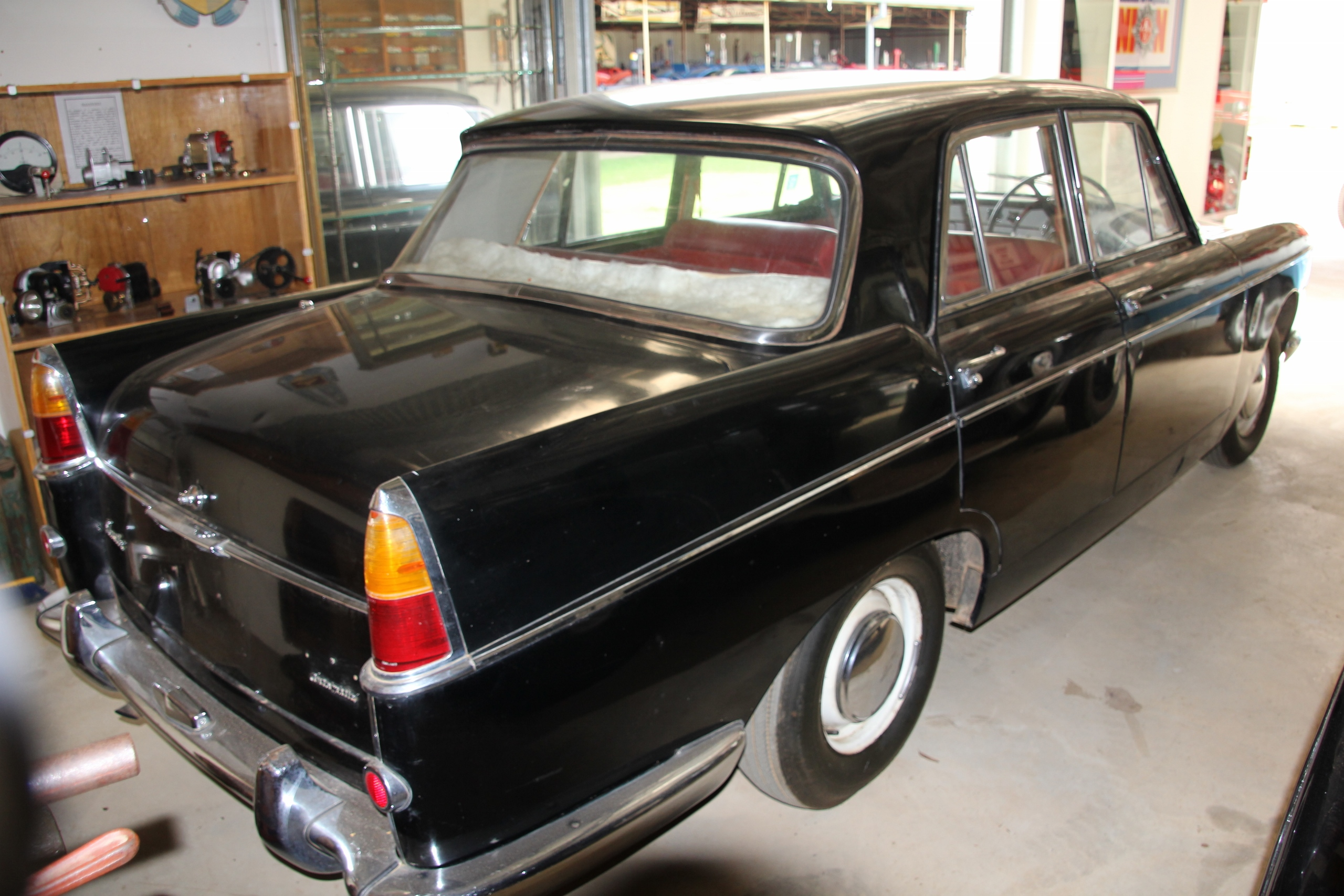
B.M.C A99 (Austin Westminster)
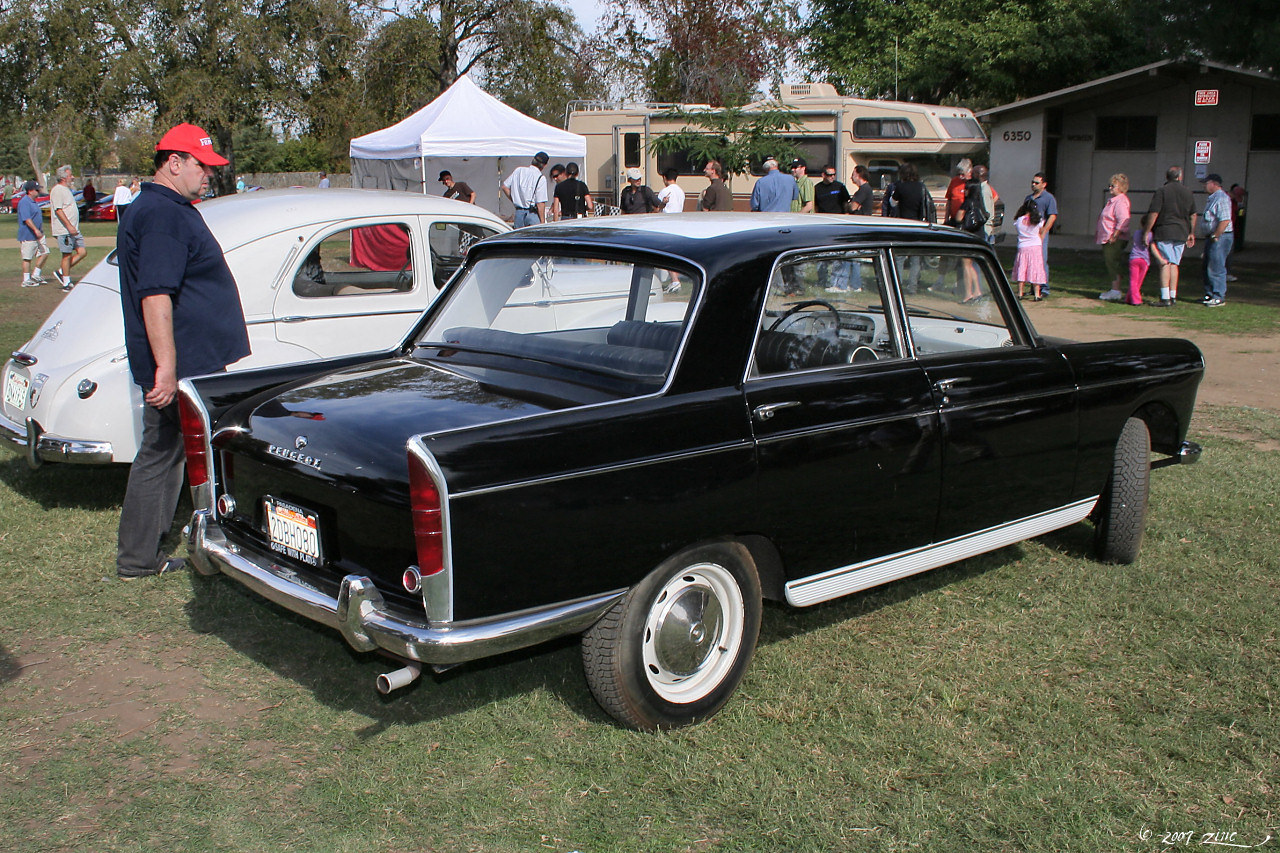
Peugeot 404 (1965)

.

## Problemas de seguridad

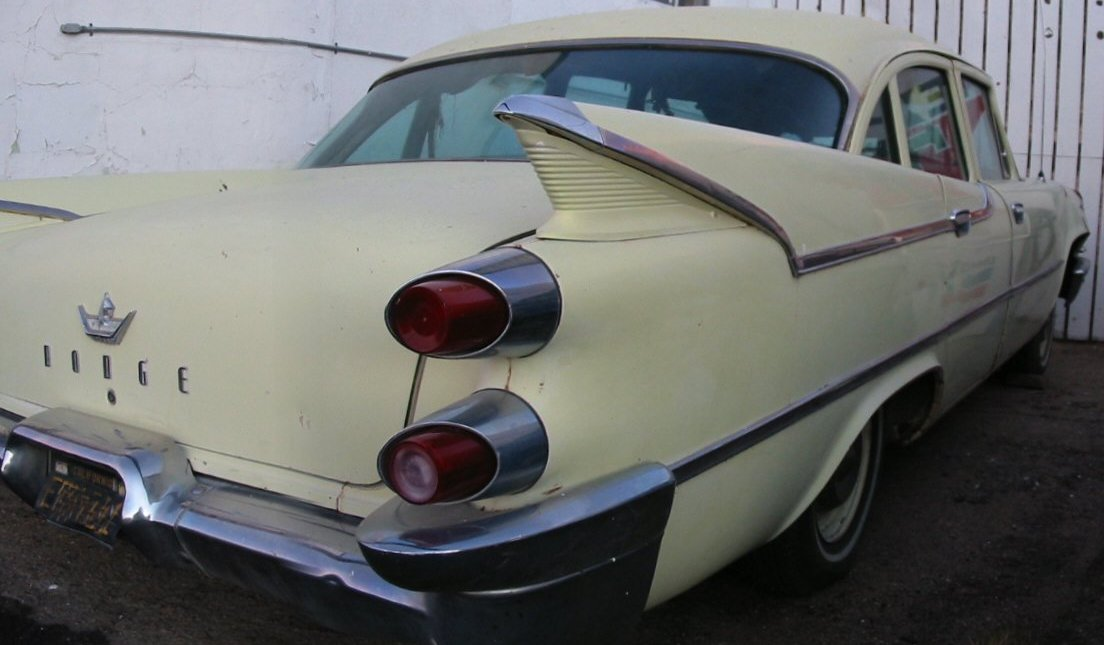
El Dodge Coronet de 1959 muestra la aleta como un conjunto separado agregado a la cola

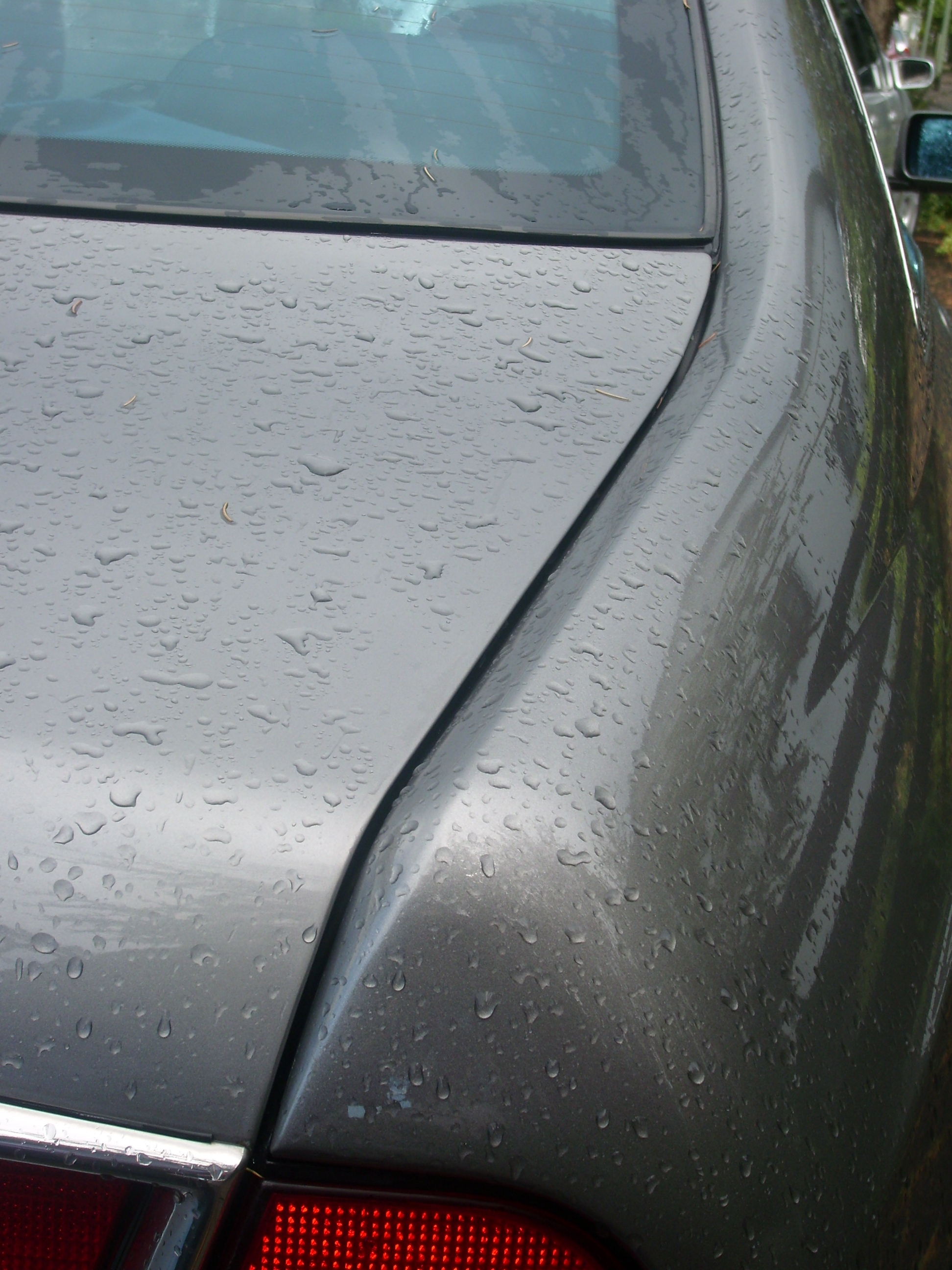
Aleta de cola latente en el compacto Lancia Kappa Cupé

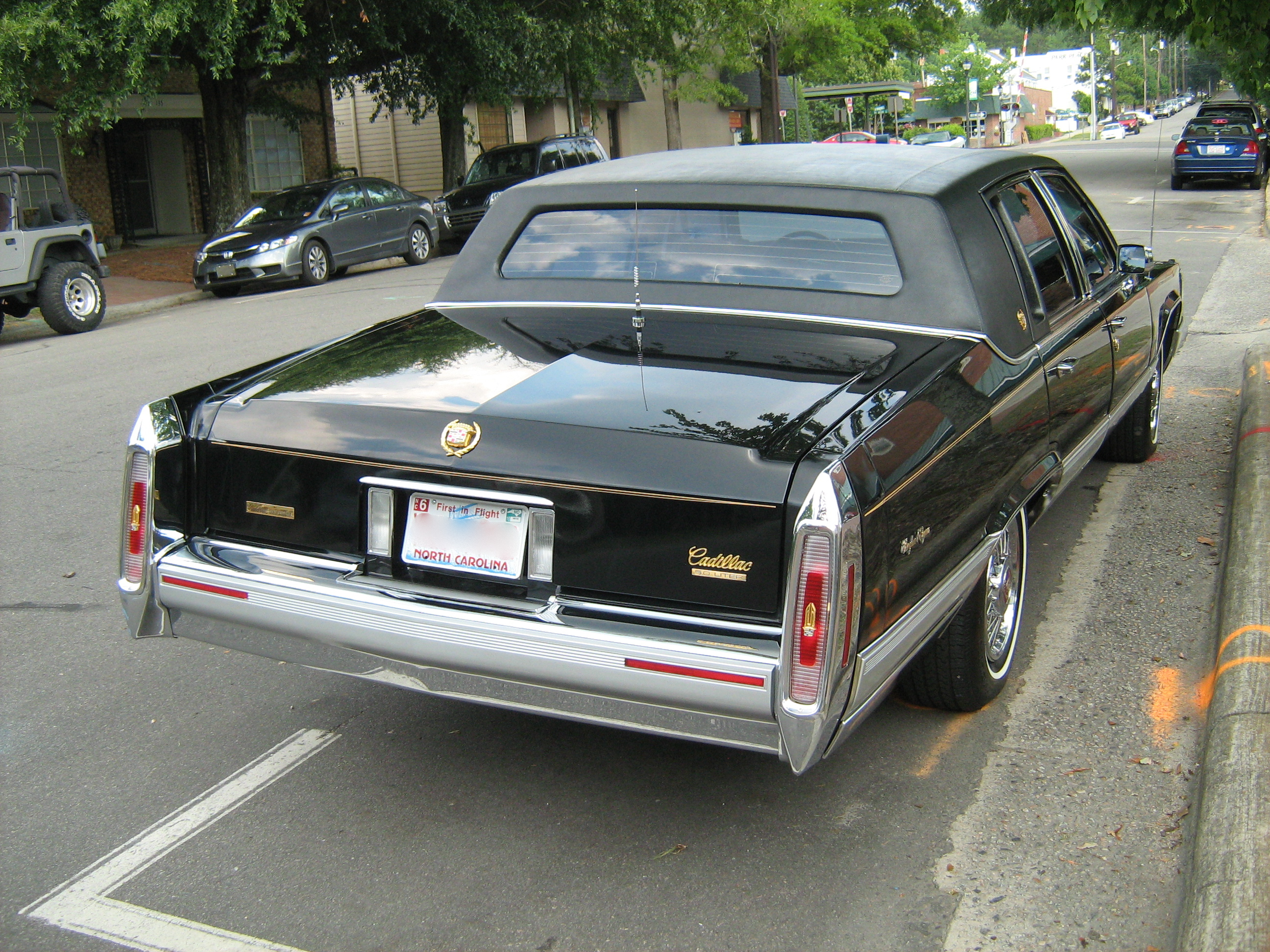
Las aletas traseras de Cadillac habían comenzado a reducirse ya en 1965. Aquí se pueden ver vestigialmente un cuarto de siglo después en un Cadillac Brougham d'Elegance de la década de 1990

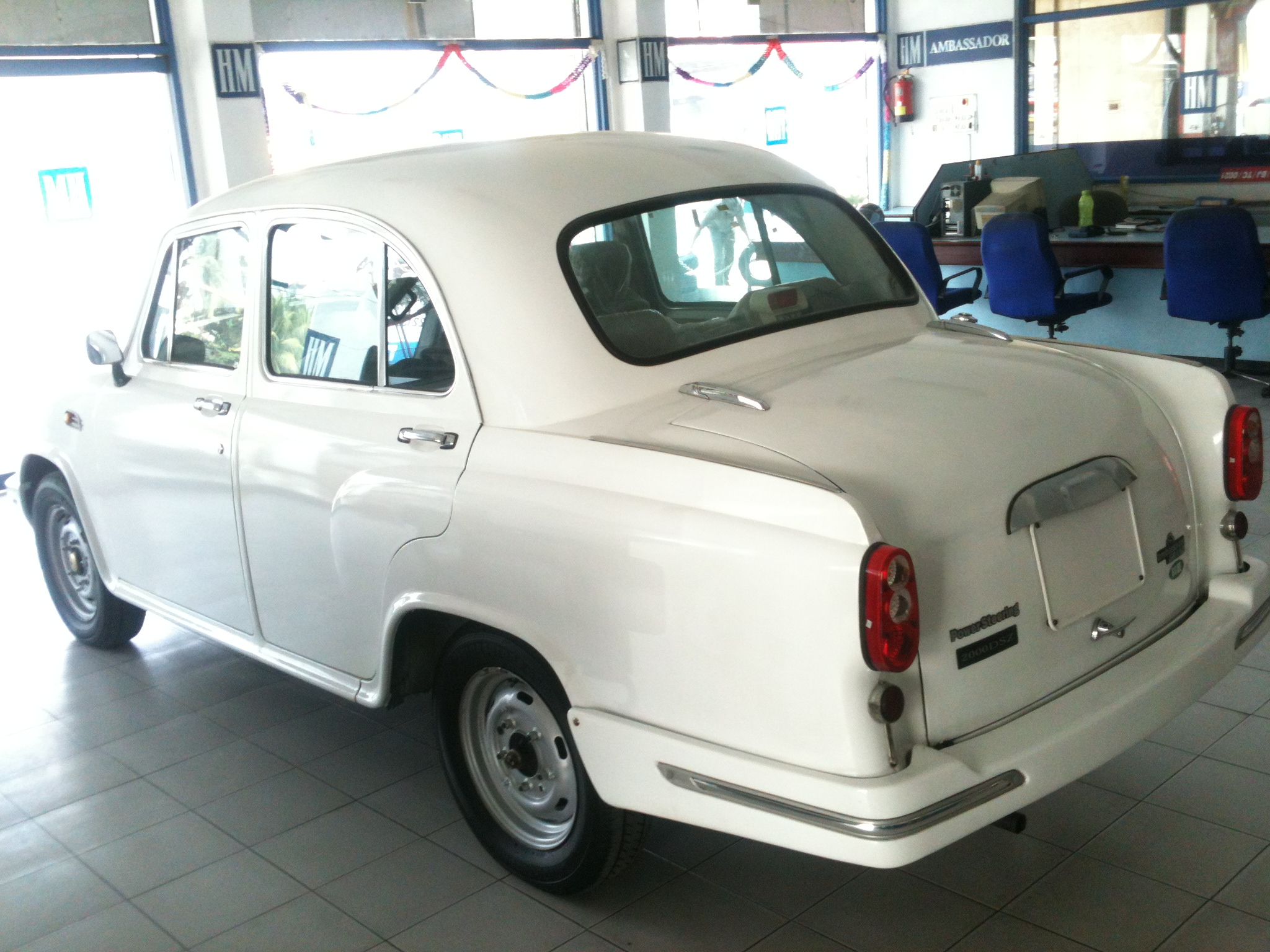
Hindustan Ambassador de 2013. Dado que el diseño exterior del Ambassador se mantuvo prácticamente sin cambios durante casi sesenta años, las aletas traseras se conservaron durante la duración de su producción

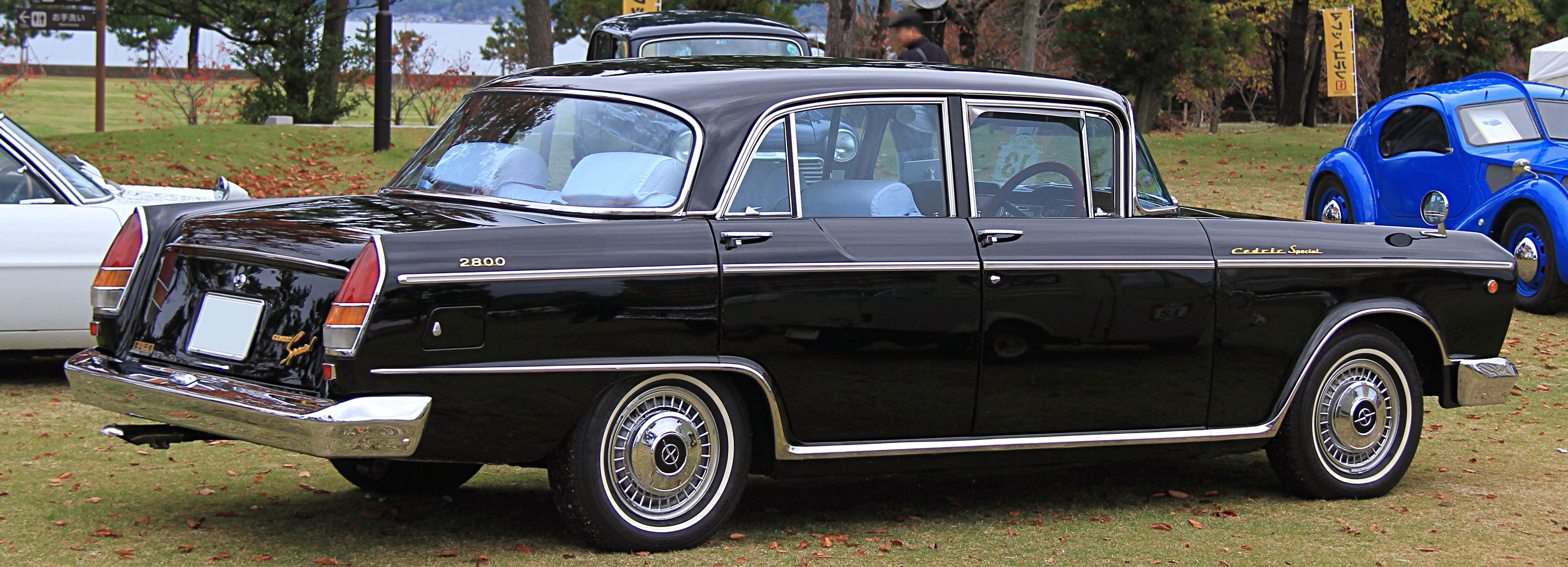
Nissan Cedric Special

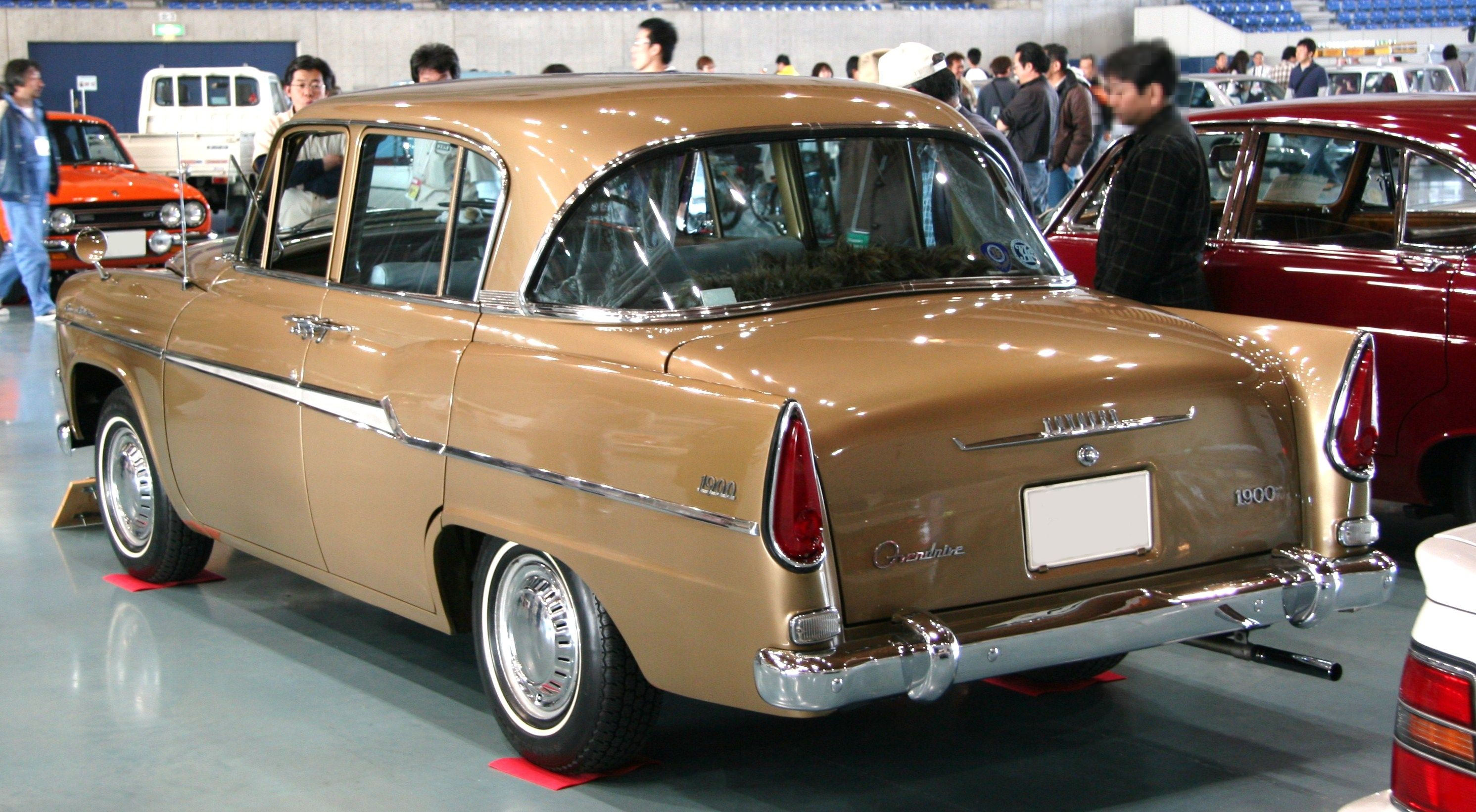
Toyota Crown

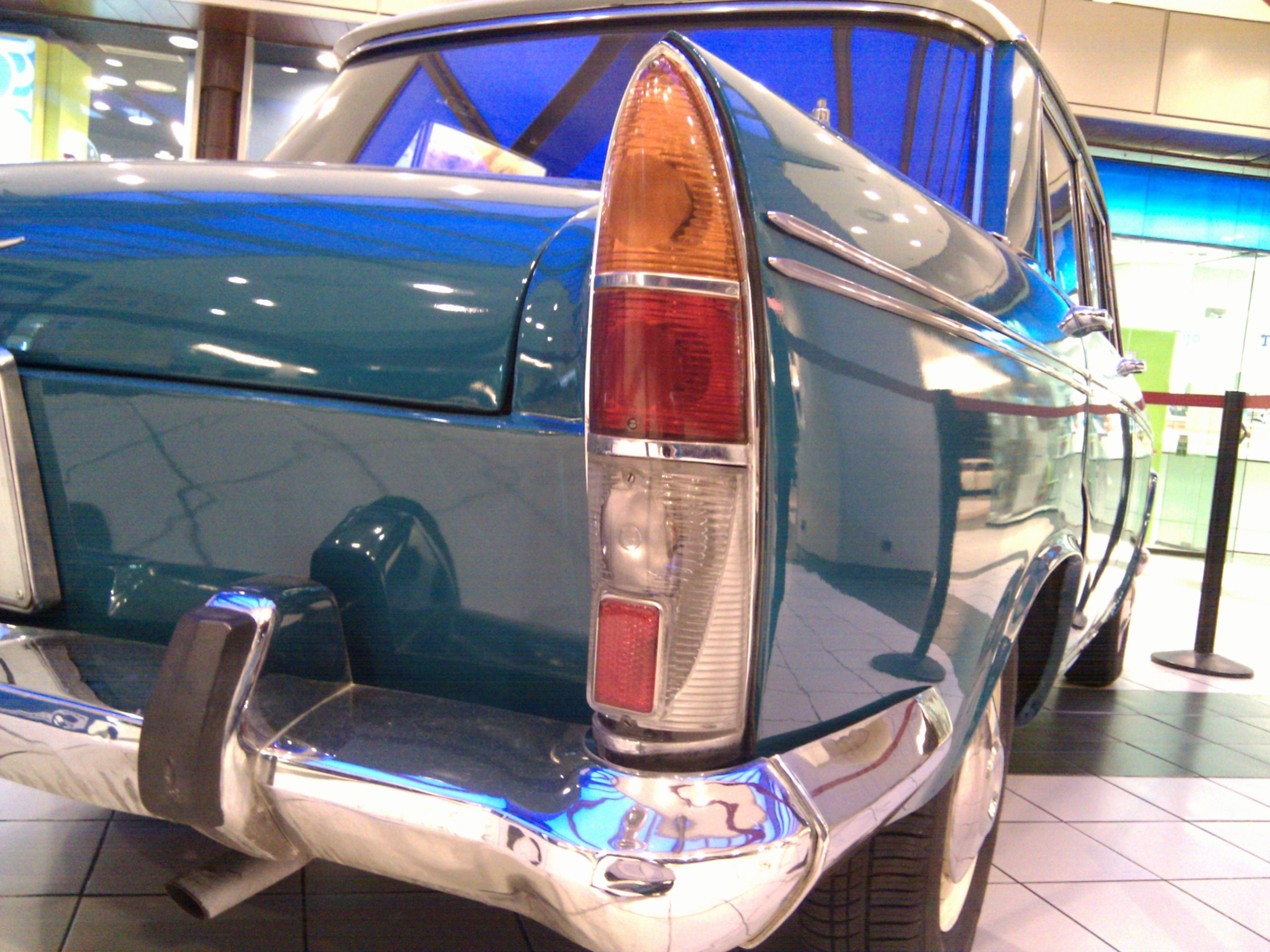
SEAT 1500

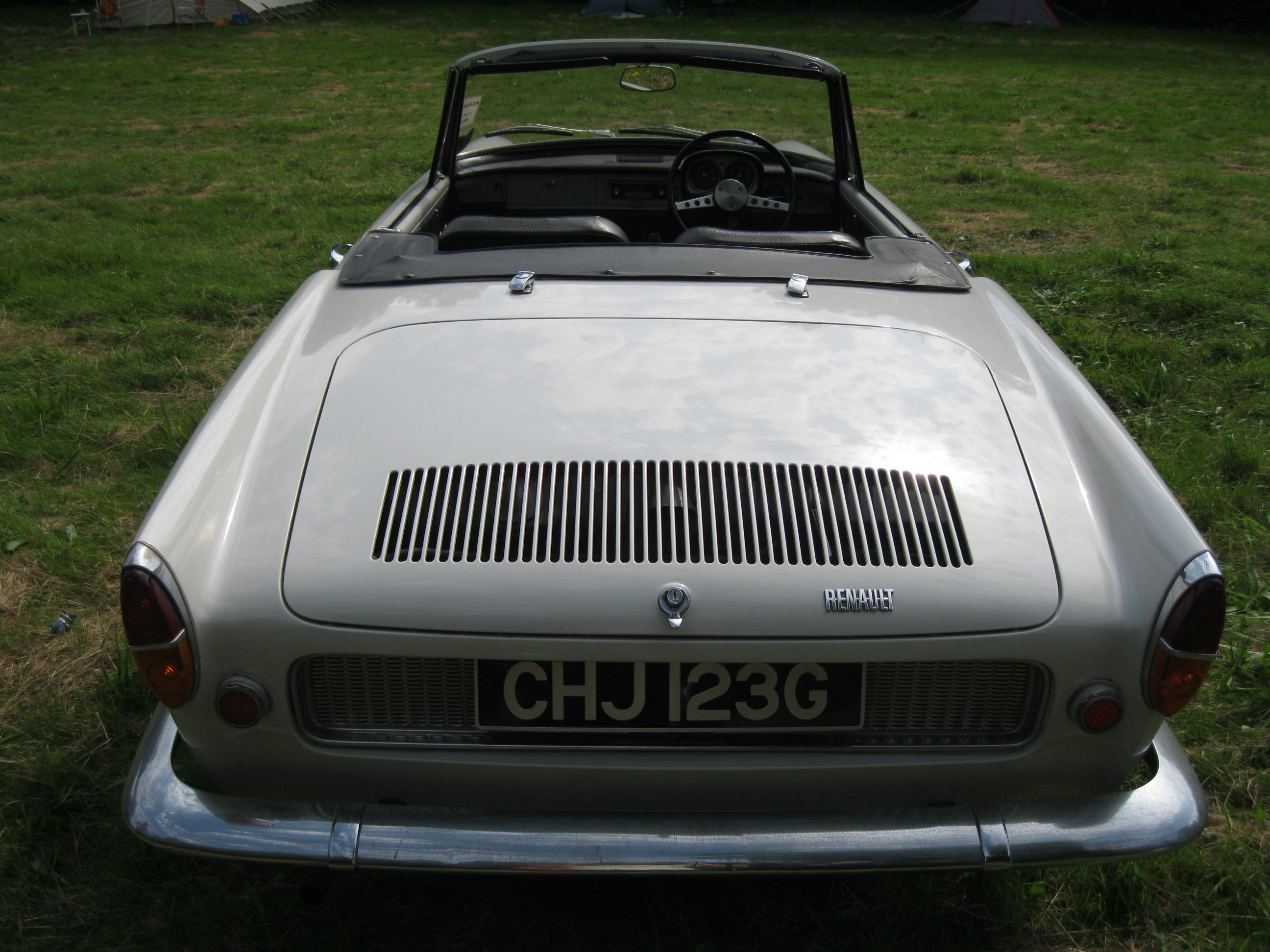
Renault Caravelle

Las aletas traseras han sido criticadas como un problema de seguridad, incluso cuando el vehículo que las posee está estacionado. En "Kahn v. Chrysler" (1963), un niño de siete años que montaba en una bicicleta chocó con una aleta y sufrió una lesión en la cabeza. Un caso de la misma época, "Hatch v. Ford" (1958), también es notable debido al estudio de las lesiones personales causadas por vehículos con aletas estacionados. En ambos casos, los niños resultaron heridos por las afiladas esquinas de automóviles estacionados. Sin embargo, los demandantes perdieron en ambos casos. En "Kahn", el tribunal determinó que Chrysler no era responsable de anticipar "todas las formas posibles en las que una persona puede lesionarse al caer contra un automóvil". En "Hatch", el demandante intentó basarse en una ley que gobierna el tamaño y la protuberancia de las tapas y parrillas de los radiadores, que, según el tribunal, no era de aplicación a las aletas traseras.

## Automóviles con aletas traseras
Ejemplos del estilo tailfin:
- Buick LeSabre, 1959-1963
- Buick Roadmaster, 1955-1958
- Buick Electra, 1959-1960
- Cadillac DeVille, 1959-1964
- Cadillac Eldorado, 1948-1964
- Chevrolet Bel Air, 1955-1960
- Chevrolet Impala, 1958-1960
- Chrysler New Yorker, 1957-1964
- Chrysler Valiant, 1962
- Chrysler Windsor, 1956-1960
- Cisitalia 1947
- DeSoto Adventurer, 1957-1960
- DeSoto Fireflite, 1956-1960
- Dodge Dart, 1960-1961
- Dodge Lancer, 1955-1959
- Ford Edsel (todos los modelos), 1958-1960
- Fiat 1800/2100, 1959-1961
- Ford Anglia (105e), 1959-1968
- Ford Consul, 1951-1962
- Ford Fairlane, 1957-1963
- Ford Galaxie, 1959-1961
- Ford Thunderbird, 1957-1963
- Ford Zephyr, 1951-1966
- Holden FB y EK, 1960-1962
- Imperial, 1955-1961
- Lincoln Capri, 1955-1957
- Lincoln Continental, 1957-1960
- Mercedes-Benz Fintail, 1959-1968
- Mercury Comet, 1960-1964
- Mercury Meteor, 1961-1963
- Mercury Monterey, 1957-1964
- Mercury Park Lane, 1959-1960
- Mercury Turnpike Cruiser, 1957-1958
- Morris Major (Serie II y Elite,) 1959-1964
- Morris Oxford Farina, 1959-1971
- Moskvitch 402 - Moskvitch 402, 1956-1965
- Moskvitch 408 - Moskvitch 412, 1964-1976
- Nissan Cedric, 1960-1965
- Oldsmobile 98 - Oldsmobile 88, 1957-1959
- Opel Kapitän, 1958-1963
- Packard Caribbean, 1955-1958
- Packard Clipper, 1955-1958
- Packard Patrician, 1953-1958
- Peugeot 404, 1960-1975
- Plymouth Fury, 1956-1960
- Plymouth Valiant, 1960-1962
- Pontiac Star Chief, 1959-1960
- Pontiac Catalina, 1959-1960
- Renault Caravelle, 1958-1968
- Saab 95, 1959-1978
- SEAT 1500, 1963-1972
- Škoda Octavia, 1959-1971
- Studebaker-Packard Hawk series, 1957-1961
- Studebaker President, 1957-1958
- Studebaker Commander, 1958
- Sunbeam Alpine, 1959-1968
- Triumph Herald, 1959-1971
- Toyota Corona, 1960-1964
- Toyota Crown, 1955-1962
- Vauxhall Cresta PA, 1957-1962
- Volvo P1800
- ZIL-111, 1959-1962

## Sutil reintroducción en el diseño de automóviles
En 1999, Cadillac lanzó el concepto Cadillac Evoq para liderar el nuevo lenguaje de diseño de la marca, conocido como "Arte y ciencia". Los Cadillac siguientes continuaron con la tradición de los alerones traseros verticales característicos de la marca. Los diseñadores de Cadillac afirmaban que el estilo de los Cadillac evocaba las aletas traseras. En 2010, el estilo del Cadillac SRX incorporó las luces traseras verticales esculpidas en unas pequeñas aletas que se proyectan desde la parte trasera. Esto también se hizo con el Cadillac XTS, que se lanzó en 2012, y con muchos otros modelos en años posteriores.
El estilo trasero del Buick LeSabre de 2000-2005 incluyó sutiles aletas como un homenaje al modelo original.
En 2009, Trabant introdujo el concepto Nt con aletas de cola distintivas que se proyectan desde la parte trasera de manera similar a los modelos anteriores fabricados por la empresa Trabant.
El Chrysler 300 desde 2011 hasta el presente incorpora unas aletas traseras sutiles pero claramente visibles.
Aunque el fabricante no lo menciona oficialmente, las revisiones de los medios compararon los ángulos agudos de las luces traseras del Toyota Prius de cuarta generación, similares a las aletas traseras. Esto se aprecia mejor cuando las luces traseras están encendidas.